# Фрідріх-Вільгельм (маркграф Бранденбургу)
Фрі́дріх-Вільге́льм (нім. Friedrich Wilhelm von Brandenburg; 16 лютого 1620, Кельн-на-Шпреї — 9 травня 1688, Потсдам)— маркграф Брандербурзький , курфюрст Священної Римської імперії (1640—1688). П'ятий герцог Пруссії (1640—1688). Представник німецької шляхетної династії Гогенцоллернів. Син бранденбурзького маркграфа і прусського герцога Георга-Вільгельма. Прізвисько — Великий курфюрст (нім. der Große Kurfürst; за військово-політичні здобутки, особливо після перемоги в битві при Фербелліні).

## Біографія

### Початок правління
Фрідріх-Вільгельм отримав титул кюрфюрста в 1640 році. З першого ж року свого правління (1640) Фрідріх усвідомив важкі й складні умови, в яких знаходився Бранденбург. При Георгу Вільгельмі Бранденбург за Празьким миром був тісно пов'язаний з Австрією. 
Новий курфюрст зважився різко змінити політику: в 1641 він став на бік Швеції, уклавши з нею перемир'я, і зайнявся облаштуванням своєї армії. Водночас спрямував зусилля для встановлення влади над Померанією. Для цього вирішив спиратися на Францію. Наприкінці 1643 року він направляє до Парижу свого представника Вінанда Родта під виглядом приватної місії. Франція допомогла курфюрстові домовитися про виведення військ Вільгельма VI, ландграфа Гессен-Кассельського з герцогства Клевського. На засіданні державної ради Бранденбурга 21 травня 1644 року було прийнято рішення про налагодження більш тісних відносин з Францією. Вже у липні 1644 року мирним шляхом звільнив міста Франкфурт-на-Одері і Кроссен, зайняті гессен-кассельськими військами.
У перші ж роки правління Фрідріха Вільгельма виник проект одруження його з Христиною, дочкою Густава II Адольфа, але проти цього проекту повстали як у Швеції, так і в Бранденбурзі. Потім виник план влаштувати шлюб з донькою Гастона Орлеанського, але курфюрств отримав відмову від французької сторони. Тому Фрідріх Вільгельм одружився з Луїзою Генрієттою Оранською, дочкою штатгальтера Фрідріха Генріха.
У листопаді 1646 році Фрідріх Вільгельм на чолі маленької армії вдерся до герцогства Берг, в якому зайняв більшу частина сільської місцевості, але був нездатний взяти міста. Вольфганг Вільгельм, пфальцграф Пфальц-Нойбурзький, який раніше разом з курфюрстом Бранденбурзьким керував Бергом, погодився на нові переговори про його статус за умови, що війська Фрідріха-Вільгельма повинні бути виведені. Угоди були підписані в Дюссельдорфі 8, 10, і 16 квітня 1647 року, згідно з якими Фрідріх Вільгельм зберіг Клеве і Марку, але також приєднав і графство Равенсберг.
Під час мирних переговорів після завершення Тридцятилітньої війни, що закінчилися Вестфальським миром, Фрідріх-Вільгельм марно намагався приєднання до Бранденбургу всієї Померанії; відповідно до статті X Оснабрюкського мирного договору він отримав лише східну її частину — Задню Померанію (нім. Hinterpommern). За Бранденбургом визнані, крім того, архієпископство Магдебург, єпископство Гальберштадт, Мінден та Каммін (в останньому право призначати єпископа передано Швеції). В результаті Фрідріх Вільгельм став герцогом Магдебурзьким, князем Гальберштадтським і князем Міндену.

### Юліхська війна
Після придбань в результаті Тридцятилітньої війни спочатку Фрідріх-Вільгельм спробував утвердитися в рейнських землях Клеве і Юліх. Між Бранденбургом і Нойбургом виникла так звана Юліхська війна. Починаючи її, Фрідріх-Вільгельм розраховував на допомогу Вільгельма Оранського та Мазаріні, але перший помер в 1650, а другий втратив свій вплив, що посилило в Середній Європі католицьку Габсбурзьку партію. Після значної поразки бранденбурзьких військ, курфюрст поспішив в 1651 укласти зі своїм противником мир.

### Поширення картоплі
Прагнучи збільшити мобілізаційні ресурси Бранденбурга і забезпечити армію  та населення провіантом, Фрідріх-Вільгельм намагався поширити в підвладних йому землях культуру вирощування картоплі. В 1651 році він навіть наказав відрубати носи і вуха тим, хто відмовиться саджати бульби, але без особливого успіху.

### Боротьба за суверенітет Пруссії
З 50-х років XVII сторіччя увага Фрідріха-Вільгельма направляється на Пруссію, якою курфюрсти володіли в ленній залежності від Польщі. Бажання знищити цю залежність і досягти суверенітету Пруссії змусило курфюрста взяти участь в шведсько-польській війні 1655—1661 років.
7 січня 1656 року був укладений договір в Кеніґсберзі, який зобов'язував курфюрста мати напоготові для шведів значні військові сили. Новий договір в Марієнбурзі (червень 1656) ще тісніше пов'язував курфюрста з королем Карлом X. Перемога над поляками в триденній битві під Варшавою, здобута за допомогою бранденбурзьких військ, підняла військовий престиж курфюрста. 20 листопада Карл Χ уклав з курфюрстом третій договір в Лабіау, за яким Фрідріх-Вільгельм отримував повний суверенітет в Пруссії.
Досягнувши своєї мети, курфюрст став подумувати про зміну фронту і про зближення з польсько-імператорською партією. Йому було дуже важливо отримати саме від польського короля санкцію суверенітету в Пруссії. Про зміну позиції курфюрста його колишні союзники дізналися тільки тоді, коли вона була вже доконаним фактом.
До літа 1657 дипломатичне зближення курфюрста з Польщею значно посунулось вперед. У вересні цього року було укладено договір в Велау, що забезпечив за курфюрстом верховну владу над Пруссією. 6 листопада Велауський трактат був ратифікований в Бромберзі. Оливський мир 1660 підтвердив Велауську угоду.
Тепер всі старання курфюрста були спрямовані на те, щоб фактично здійснити свою владу в Пруссії. Мала відбутися боротьба з привілейованим населенням міст і з дворянами. Стани відмовилися присягати своєму новому суверену і шукали зближення з Польщею. На чолі міської опозиції став Ієронім Роде з Кенігсберга, а на чолі дворянської — фон Калькштейн. Фрідріх-Вільгельм діяв з невтомною енергією і великою строгістю. Ув'язнивши найголовніших ватажків повстання, він у 1663 приборкав і незадоволені класи. Калькштейн, втікши з в'язниці в 1668 році, з'явився до польського короля з проханням про допомогу проти тирана, він запевняв короля, що Пруссія шукає лише випадку повернутися під польський суверенітет. Курфюрст марно вимагав видачі злочинця. Хитрістю заманений в Мемель, Калькштейн був страчений в 1671.

### Боротьба за Померанію
За прусським питанням на чергу стало померанське. Воно визначало всю політику Фрідріха Вільгельма в другій половині його правління. Задля вирішення цього питання він шукав зближення з імператором, Голландією, Данією, Росією.
У антифранцузькій коаліції, організованій Голландією в 1672, Фрідріх-Вільгельм брав діяльну участь, обурюючись нерішучістю і повільністю імператора. Остання обставина змусила його в 1673 укласти з Францією сепаратний мир в Фоссемі, за яким йому були відступлені фортеці в Клеве, зайняті французами.
Після вторгнення маршала Люксембургу до Голландії та Тюренна на теренах Рейну, Регенсбурзький рейхстаг зважився енергійніше протистояти Людовику XIV. Кельн, Майнц і Бранденбург уклали нову угоду з імператором для спільної боротьби з Францією. Спочатку театр військових дій був в Ельзасі, але в січні 1675 курфюрст відступив за Рейн.
У цей час Людовик XIV переконав Карла XI вторгнутися з боку Померанії в бранденбурзькі володіння, щоб відвернути курфюрста від Рейну. Фрідріх-Вільгельм, отримавши звістку про вторгнення шведів, поспішив на північ. 21 червня курфюрст був у Магдебурзі, звідси шлях його лежав до Гафеля, правий берег якого був зайнятий шведами від Гафельберга до Бранденбургу. Курфюрст вирішив прорвати цю лінію при Ратенові, що йому і вдалося 25 червня.
Військові сили шведів були розділені; правий фланг, під командою Густава Врангеля, стояв біля Гафельберга, лівий, під орудою Германа Врангеля — в Бранденбурзі. При звістці про Ратеновську невдачу, Герман Врангель рушив на з'єднання зі своїм братом, але цьому з'єднанню військових сил шведів вдалося запобігти. 28 червня курфюрст розбив шведів на голову в битві при Фербелліні.
Імператор та імперія оголосили шведів ворогами імперії і разом з Нідерландами, Іспанією і Данією оголосили Швеції війну. До коаліції приєдналися Брауншвейг, Целле, Мюнстер. Вже до кінця 1675 всі володіння шведів у Німеччині були втрачені. Опір чинив ще Штеттин, але до кінця 1677 упало й це місто. У союзі з Данією вдалося відібрати у шведів і острів Рюген; в вересні 1678 року здався Штральзунд.
Невдалою була й відчайдушна спроба шведів зробити з Лівонії вторгнення до Пруссії. Курфюрст, дізнавшись про цей план, швидко рушив свої війська на схід; при звістці про це шведи відступили.
Перспектива великого територіального придбання малювалася Фрідріху Вільгельму, коли один за іншим союзники його стали укладати з Францією сепаратні мирні договори. Дипломатія вирішила померанське питання не на користь Бранденбургу. Тут особливо яскраво дав себе відчути антагонізм Австрії і Пруссії, заздрість імперії до політичного та територіального посилення Бранденбургу. Залишившись віч-на-віч з Людовіком XIV, який категорично вимагав повернення шведам всіх зроблених у Померанії завоювань, курфюрст не наважувався продовжувати війну і уклав мир з Францією в Сен-Жермені , 29 червня 1679, за яким він усім здобутим поступався переможеному ворогу. Головна частка провини в цьому важкому для Бранденбургу мирі лежала на імператорі. Курфюрст сам говорив, що до миру змусив його не французький король, а змусили імперія, імператор і його союзники.
З 1679 Бранденбург вже не брав участь у війнах з Францією; Фрідріх-Вільгельм дотримувався нейтралітету і всю свою увагу зосередив на своїх бранденбурзьких землях. З повним скасуванням Нантського едикту справа дещо змінилося: Фрідріх-Вільгельм знову зблизився з головним ворогом Франції, Вільгельмом Оранським. Але в третій війні проти Людовіка Фрідріх-Вільгельм не встиг взяти участі: він помер в 1688.

### Сілезьке питання
Останнє питання в зовнішній політиці Фрідріха Вільгельма — сілезьке. В 1675 вимерла герцогська лінія Лігнітц-Бриг та Волан. Користуючись тим, що Фрідріх-Вільгельм був зайнятий у цей час війною зі шведами, імператор приєднав її землі до своїх володінь. В 1686 між імператором і курфюрстом була укладено угода, за якою курфюрст відмовився від своїх домагань на сілезькі герцогства, але зате мав отримати область Швібус у Богемії. Питання про Швібус, однак, залишилося невирішеним через смерть Фрідріха Вільгельма.

### Колоніальна політика
Сприяв діяльності бранденбурзьких купців, що намагалися закріпитися в Африці та Ост-Індії. 1684 року було отримано дозвіл від Аль-Сида, еміра Трарзи, на торгівлю, що дозволило закріпитися на заході Африці. У 1685 році бранденбурзький капітан Корнелій Рірс з фрегата «Ротер Льове»  зайняв старий португальський форт на острові Арґен. Він успішно уклав договір з ноим еміром Амаром I, в якому Бранденбург був визнаний у якості покровителя і захисника. Договір було ратифіковано в 1687 року.

## Родина
1 Дружина (1648—1667) — Луїза Генрієтта Оранська
Діти:
- Вільгельм Генріх (1648—1649) — прожив півтора року;
- Карл Еміль (1655—1674) — курпринц Бранденбурзький, одруженим не був, дітей не мав;
- Фрідріх (1657—1713) — король Пруссії у 1701—1713 роках, був тричі одруженим, мав трьох дітей;
- Амалія (1664—1665) — близнючка Генріха, прожила 2 місяці;
- Генріх (19—26 листопада 1664) — близнюк Амалії, прожив 1 тиждень;
- Людвіг (1666—1687) — був одруженим із литовською княжною Людовикою Кароліною Радзивілл, дітей не мав.

2 Дружина (з 1668) — Доротея Софія Шлезвіг-Гольштейн-Зондербург-Глюксбурзька
Діти:

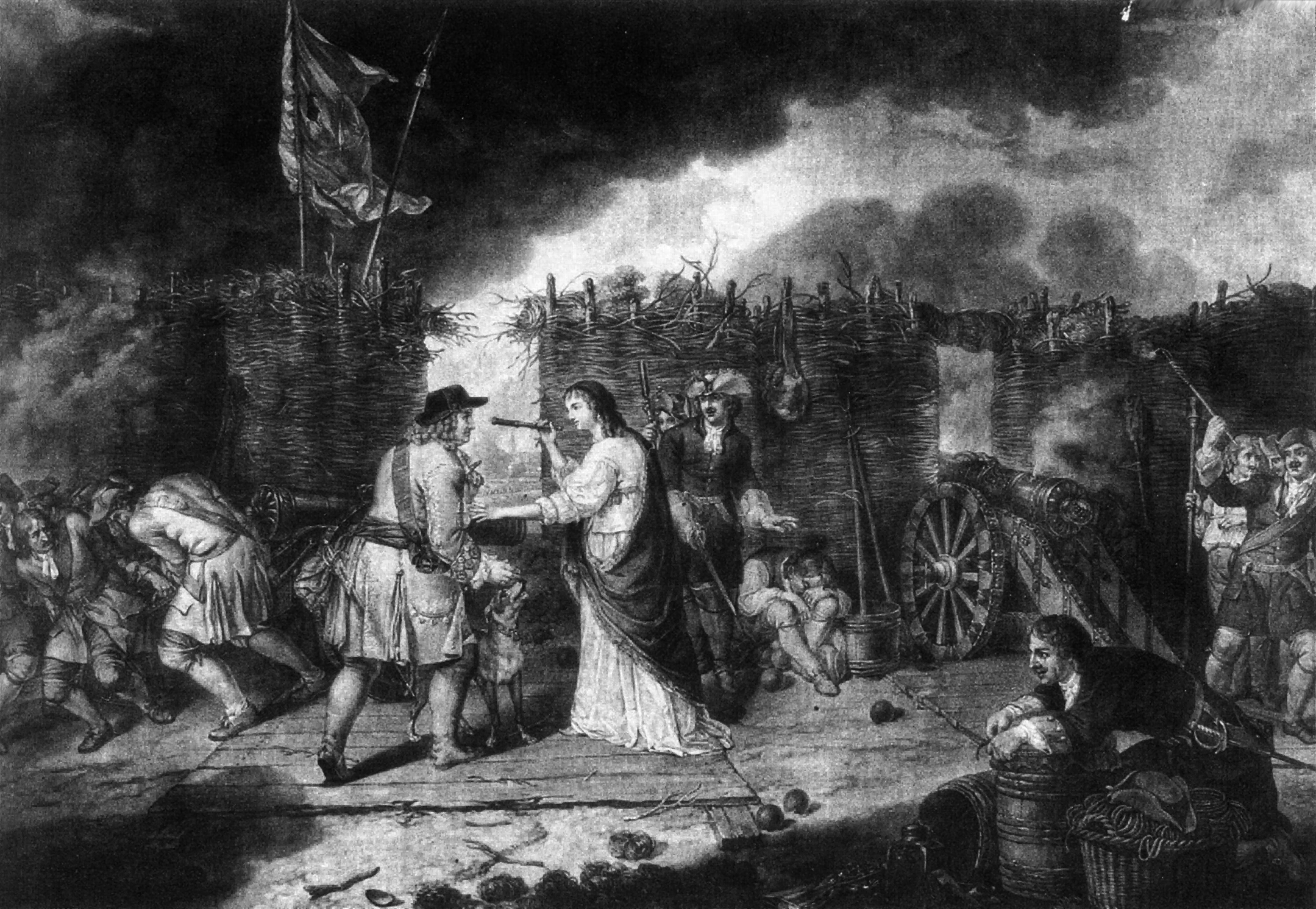
Фрідріх Вільгельм та Доротея Софія на батареї перед фортецею Анклам, захопленою у 1676 році

- Філіп Вільгельм (1669—1711) — маркграф Бранденбург-Шведтський, був одружений з принцесою Ангальт-Дессау Йоганною Шарлоттою, мав шестеро дітей;
- Марія Амалія (1670—1739) — була двічі одружена, мала п'ятеро дітей від другого шлюбу;
- Альбрехт Фрідріх (1672—1731) — генерал-лейтенант, був одружений з курляндською принцесою Марією Доротеєю, мав семеро дітей;
- Карл Філіп (1673—1695) — генерал-лейтенант, був одружений з графинею Катериною Сальмоур, дітей не мав;
- Єлизавета Софія (1674—1748) — була тричі одружена, мала двох синів від першого шлюбу;
- Доротея (1675—1676) — прожила 1 рік;
- Крістіан Людвіг (1677—1734) — генерал-лейтенант,[3] одруженим не був, дітей не мав.